# Turneul mondial de calificare FIBA 2016 - Torino

Turneul mondial de calificare FIBA 2016 din Torino este unul dintre cele trei turnee mondiale de calificare FIBA 2016. Turneul s-a desfășurat la Pala Alpitour în Torino, Italia, în perioada 4-9 iulie 2016. Echipele naționale ale Greciei, Mexicului, Iranului, Tunisiei, Croației, și gazdele Italia au fost incluse în turneu. Câștigătoarea va califica pentru Jocurile Olimpice de vară din 2016.

## Echipe
| Echipa  | Calificare                               | Data calificării   | Clasamentul mondial FIBA |
| ------- | ---------------------------------------- | ------------------ | ------------------------ |
| Grecia  | Eurobaschet 2015 locul 5                 | 15 septembrie 2015 | 10                       |
| Mexic   | Campionatul Americilor FIBA 2015 locul 4 | 12 septembrie 2015 | 19                       |
| Iran    | Campionatul Asiei FIBA 2015 locul 3      | 3 octombrie 2015   | 17                       |
| Tunisia | AfroBasket 2015 locul 3                  | 30 august 2015     | 23                       |
| Croația | EuroBasket 2015 locul 9                  | 18 august 2015     | 12                       |
| Italia  | Gazdă, Eurobaschet 2015 6th place        | 19 ianuarie 2016   | T-35                     |

## Arenă
[Pala Alpitour]] a fost aleasă ca arena principală pentru acest turneu. Această arenă a găzduit și turnee de hochei pe gheață la Jocurile Olimpice de iarnă din 2006.
| Torino             | TorinoTurneul mondial de calificare FIBA 2016 - Torino (Italia) |
| Pala Alpitour      | TorinoTurneul mondial de calificare FIBA 2016 - Torino (Italia) |
| Capacitate: 16.600 | TorinoTurneul mondial de calificare FIBA 2016 - Torino (Italia) |
|                    | TorinoTurneul mondial de calificare FIBA 2016 - Torino (Italia) |

## Arbitri
Următorii arbitrii au fost aleși pentru acest turneu.
- Arnaud Kom Njilo
- Yevgeniy Mikheyev
- Jurgis Laurinavičius
- Jorge Vázquez
- Matej Boltauzer
- Emilio Pérez
- Milivoje Jovčić
- Borys Shulga

## Turul preliminar

### Grupa A
Toate orele sunt orele locale (UTC+2). Ora României (UTC+3)
| Loc | Echipa | MJ | V | Î | PM  | PP  | PD  | Pct | Calificare |
| --- | ------ | -- | - | - | --- | --- | --- | --- | ---------- |
| 1   | Grecia | 2  | 2 | 0 | 164 | 123 | +41 | 4   | Semifinale |
| 2   | Mexic  | 2  | 1 | 1 | 145 | 156 | −11 | 3   | Semifinale |
| 3   | Iran   | 2  | 0 | 2 | 123 | 153 | −30 | 2   |            |

| 4 iulie 2016 18:00 |

| Boxscore |

| Grecia                                                     | 78–53 | Iran                                            |
| Scorul pe sferturi: 27–21, 21–10, 18–16, 12–6              |       |                                                 |
| Pt: G. Antetokounmpo 16 Rec: Papapetrou 6 Pase: Calathes 6 |       | Pt: Haddadi 16 Rec: Sahakian 8 Pase: Jamshidi 5 |

| 5 iulie 2016 18:00 |

| Boxscore |

| Iran                                                  | 70–75 | Mexic                                      |
| Scorul pe sferturi: 14–17, 12–19, 21–17, 23–22        |       |                                            |
| Pt: Yakhchali 20 Rec: Kazemi 9 Pase: patru jucători 3 |       | Pt: Cruz 18 Rec: Hernández 8 Pase: Stoll 4 |

| 6 iulie 2016 18:00 |

| Boxscore |

| Mexic                                           | 70–86 | Grecia                                                    |
| Scorul pe sferturi: 16–15, 19–18, 13–27, 22–26  |       |                                                           |
| Pt: Cruz 19 Rec: I. Gutiérrez 11 Pase: Méndez 5 |       | Pt: G. Antetokounmpo 21 Rec: Bourousis 9 Pase: Calathes 7 |

### Grupa B
| Loc | Echipa  | MJ | V | Î | PM  | PP  | PD  | Pct | Calificare |
| --- | ------- | -- | - | - | --- | --- | --- | --- | ---------- |
| 1   | Italia  | 2  | 2 | 0 | 135 | 101 | +34 | 4   | Semifinale |
| 2   | Croația | 2  | 1 | 1 | 132 | 119 | +13 | 3   | Semifinale |
| 3   | Tunisia | 2  | 0 | 2 | 93  | 140 | −47 | 2   |            |

| 4 iulie 2016 21:00 |

| Boxscore |

| Tunisia                                       | 41–68 | Italia                                                |
| Scorul pe sferturi: 12–19, 15–13, 2–22, 12–14 |       |                                                       |
| Pt: El Mabrouk 11 Rec: Braa 9 Pase: Roll 5    |       | Pt: Bargnani 15 Rec: Gallinari 9 Pase: Cusin, Melli 3 |

| 5 iulie 2016 21:00 |

| Boxscore |

| Italia                                                     | 67–60 | Croația                                             |
| Scorul pe sferturi: 21–23, 12–12, 21–12, 13–13             |       |                                                     |
| Pt: Belinelli 19 Rec: Gallinari, Hackett 8 Pase: Gentile 4 |       | Pt: Bogdanović 26 Rec: Šarić 10 Pase: Šarić, Ukić 3 |

| 6 iulie 2016 21:00 |

| Boxscore |

| Croația                                              | 72–52 | Tunisia                                      |
| Scorul pe sferturi: 12–12, 17–12, 22–12, 21–16       |       |                                              |
| Pt: Bogdanović 25 Rec: Šarić 9 Pase: trei jucători 3 |       | Pt: Roll 21 Rec: Ben Romdhane 9 Pase: Roll 5 |

## Faza eliminatorie
|  | Semifinale | Semifinale |              |    | Finala | Finala |
|  |            |            |              |    |        |        |
|  | 8 iulie    |            |              |    |        |        |
|  |            |            |              |    |        |        |
|  | Grecia     | 61         |              |    |        |        |
|  | Grecia     | 61         | 9 iulie      |    |        |        |
|  | Croația    | 66         |              |    |        |        |
|  | Croația    | 66         | Croația (OT) | 84 |        |        |
|  | 8 iulie    |            | Croația (OT) | 84 |        |        |
|  |            | Italia     | 78           |    |        |        |
|  | Italia     | Italia     | 78           | 79 |        |        |
|  | Italia     |            |              | 79 |        |        |
|  | Mexic      | 54         |              |    |        |        |
|  | Mexic      | 54         |              |    |        |        |

### Semifinale
| 8 iulie 2016 16:30 |

| Boxscore |

| Grecia                                                              | 61–66 | Croația                                            |
| Scorul pe sferturi: 13–31, 21–13, 15–8, 12–14                       |       |                                                    |
| Pt: Perperoglou 13 Rec: G. Antetokounmpo 9 Pase: G. Antetokounmpo 4 |       | Pt: Bogdanović 20 Rec: Šarić, Simon 8 Pase: Ukić 5 |

| 8 iulie 2016 21:00 |

| Boxscore |

| Italia                                          | 79–54 | Mexic                                        |
| Scorul pe sferturi: 19–13, 19–15, 20–13, 21–13  |       |                                              |
| Pt: Gallinari 15 Rec: Melli 6 Pase: Belinelli 4 |       | Pt: Cruz 20 Rec: Cruz 7 Pase: J. Gutiérrez 4 |

### Finala
| 9 iulie 2016 21:00 |

| Boxscore |

| Croația                                                        | 84–78 (OT) | Italia                                                         |
| Scorul pe sferturi: 19–12, 20–22, 15–18, 16–18, Overtime: 14–8 |            |                                                                |
| Pt: Bogdanović 26 Rec: Šarić 13 Pase: Hezonja 4                |            | Pt: Belinelli 18 Rec: Gallinari, Melli 8 Pase: trei jucători 4 |

## Clasament final
| # | Echipa  | V–Î | Calificare              |
| - | ------- | --- | ----------------------- |
| 1 | Croația | 3–1 | Calificată la Olimpiadă |
| 2 | Italia  | 3–1 |                         |
| 3 | Grecia  | 2–1 |                         |
| 4 | Mexic   | 1–2 |                         |
| 5 | Iran    | 0–2 |                         |
| 6 | Tunisia | 0–2 |                         |

## Statistici

### Jucători
| Poz. | Nume                  | PPG  |
| ---- | --------------------- | ---- |
| 1    | Bojan Bogdanovic      | 23.7 |
| 2    | Francisco Cruz        | 19.0 |
| 3    | Behnam Yakhchali      | 16.0 |
| 4    | Giannis Antetokounmpo | 15.3 |
| 5    | Michael Roll          | 15.0 |

| Poz. | Nume              | RPG |
| ---- | ----------------- | --- |
| 1    | Dario Saric       | 9.0 |
| 2    | Danilo Gallinari  | 7.0 |
| 2    | Arsalan Kazemi    | 7.0 |
| 4    | Ioannis Bourousis | 6.7 |
| 4    | Hector Hernandez  | 6.7 |

| Poz. | Nume              | APG |
| ---- | ----------------- | --- |
| 1    | Nick Calathes     | 5.3 |
| 2    | Michael Roll      | 5.0 |
| 3    | Paul Stoll        | 3.7 |
| 3    | Roko Ukic         | 3.7 |
| 5    | Mohammad Jamshidi | 3.5 |

| Pos. | Name            | SPG |
| ---- | --------------- | --- |
| 1    | Jorge Gutiérrez | 2.3 |
| 2    | Paul Stoll      | 2.0 |
| 2    | Hamdi Braa      | 2.0 |
| 2    | Adnan Doraghi   | 2.0 |
| 5    | Nick Calathes   | 1.7 |

| Pos. | Name                   | BPG |
| ---- | ---------------------- | --- |
| 1    | Giannis Antetokounmpo  | 2.0 |
| 2    | Mokhtar Ghyaza         | 1.5 |
| 3    | Thanasis Antetokounmpo | 1.3 |
| 4    | Lorenzo Mata           | 1.0 |
| 4    | Riccardo Cervi         | 1.0 |

| Stat                        | Nume                               | Media  |
| --------------------------- | ---------------------------------- | ------ |
| Acuratețea aruncărilor      | Francisco Cruz                     | 55.0%  |
| Procentaj aruncări 3 puncte | Pietro Aradori                     | 83.3%  |
| Procentaj aruncări libere   | Giannis Antetokounmpo Michael Roll | 100.0% |
| Mingi pierdute              | Mohammad Jamshidi                  | 5.5    |
| Faulturi                    | Mehdi Seyeh                        | 4.0    |

### Echipe
| Pos. | Nume    | PPG  |
| ---- | ------- | ---- |
| 1    | Grecia  | 75.0 |
| 2    | Italia  | 71.3 |
| 3    | Mexic   | 66.3 |
| 4    | Croația | 66.0 |
| 5    | Iran    | 61.5 |

| Poz. | Nume    | RPG  |
| ---- | ------- | ---- |
| 1    | Italia  | 44.0 |
| 2    | Croația | 41.3 |
| 3    | Grecia  | 37.3 |
| 4    | Mexic   | 33.7 |
| 5    | Iran    | 33.0 |

| Poz. | Nume    | APG  |
| ---- | ------- | ---- |
| 1    | Grecia  | 17.0 |
| 2    | Italia  | 16.0 |
| 3    | Iran    | 15.0 |
| 4    | Mexic   | 14.0 |
| 5    | Croația | 13.3 |

| Poz. | Nume    | SPG |
| ---- | ------- | --- |
| 1    | Grecia  | 8.3 |
| 1    | Mexic   | 8.3 |
| 3    | Tunisia | 7.5 |
| 4    | Italia  | 7.3 |
| 5    | Iran    | 4.5 |

| Poz. | Nume    | BPG |
| ---- | ------- | --- |
| 1    | Grecia  | 6.0 |
| 2    | Mexic   | 3.0 |
| 3    | Italia  | 2.7 |
| 4    | Iran    | 2.0 |
| 4    | Tunisia | 2.0 |